# Microledrida asperata
Microledrida asperata är en insektsart som beskrevs av Fowler 1904. Microledrida asperata ingår i släktet Microledrida och familjen kilstritar. Inga underarter finns listade i Catalogue of Life.